# 8944 Ortigara
8944 Ortigara este un asteroid din centura principală de asteroizi.

## Descriere
8944 Ortigara este un asteroid din centura principală de asteroizi. A fost descoperit pe 30 ianuarie 1997 la Cima Ekar de Ulisse Munari și Maura Tombelli. Asteroidul prezintă o orbită caracterizată de o semiaxă mare de 3,13 ua, o excentricitate de 0,12 și o înclinație de 0,8° în raport cu ecliptica.